# Aumühle (Steinbach am Wald)
Aumühle ist ein Gemeindeteil der Gemeinde Steinbach am Wald im Landkreis Kronach (Oberfranken, Bayern).

## Geographie
Die Einöde liegt im tief eingeschnittenen Tal der Ölschnitz. Eine Anliegerstraße führt nach Hirschfeld zur Kreisstraße KC 18  (0,7 km südöstlich).

## Geschichte
Aumühle gehörte zur Realgemeinde Hirschfeld. Gegen Ende des 18. Jahrhunderts wurde sie als Mahlmühle genutzt. Das Hochgericht übte das bambergische Centamt Teuschnitz aus. Grundherr des Anwesens war das Kastenamt Teuschnitz.
Mit dem Gemeindeedikt wurde Aumühle dem 1808 gebildeten Steuerdistrikt Hirschfeld und der 1818 gebildeten Ruralgemeinde Hirschfeld zugewiesen. Am 1. Mai 1978 wurde Aumühle im Zuge der Gebietsreform in Bayern nach Steinbach am Wald eingegliedert.

### Einwohnerentwicklung
| Jahr      | 001818 | 001861 | 001871 | 001885 | 001900 | 001925 | 001950 | 001961 | 001970 | 001987 |
| Einwohner | *      | 9      | 6      | 6      | 6      | 7      | 7      | 5      | 5      | 4      |
| Häuser    | *      |        |        | 1      | 2      | 1      | 1      | 1      |        | 1      |
| Quelle    | [ 5 ]  | [ 7 ]  | [ 8 ]  | [ 9 ]  | [ 10 ] | [ 11 ] | [ 12 ] | [ 13 ] | [ 14 ] | [ 1 ]  |

## Religion
Der Ort ist römisch-katholisch geprägt und nach St. Nikolaus (Windheim) gepfarrt.